# Замок Зонненштайн

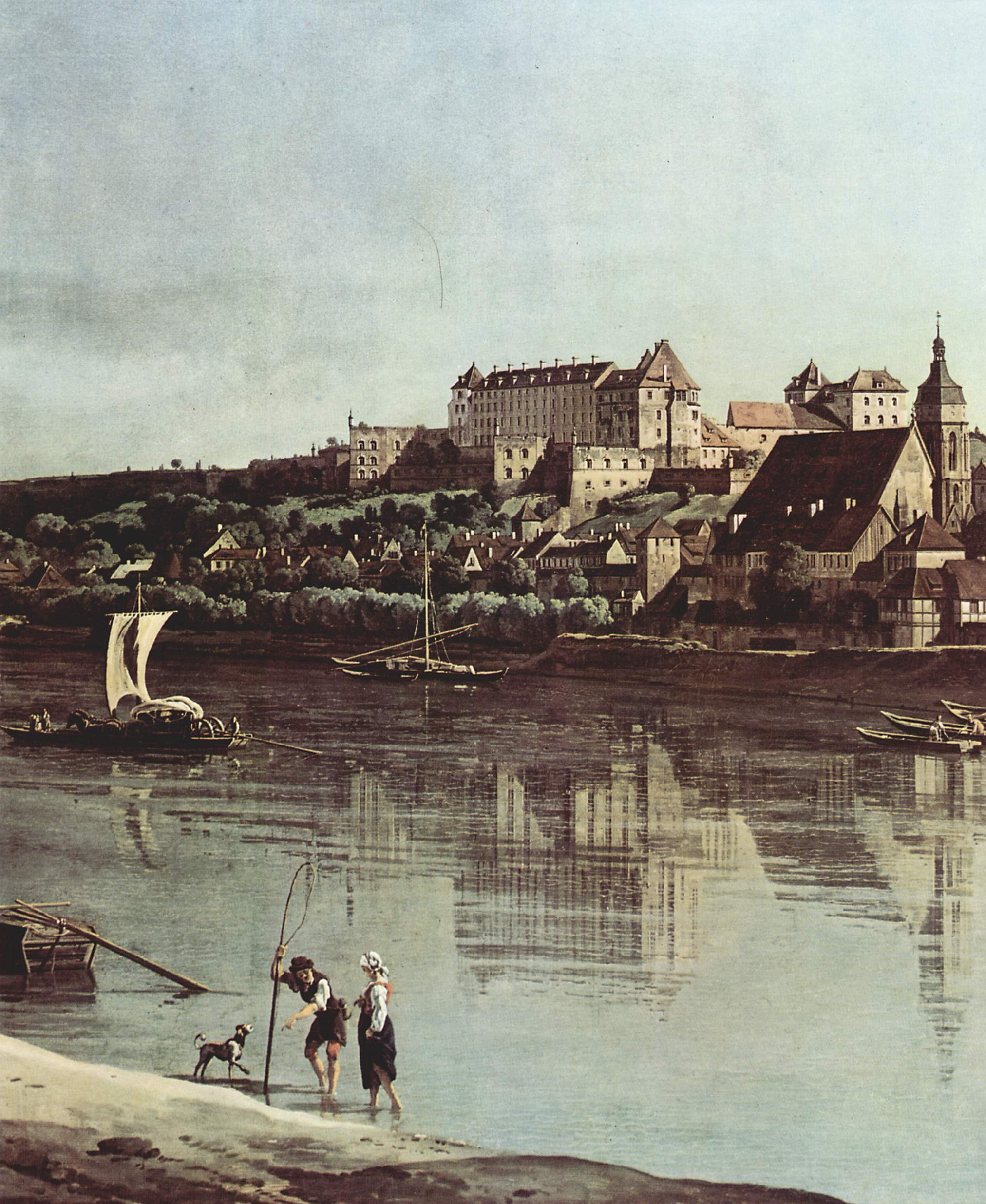
Замок Зонненштайн на картине Бернардо Беллотто

Замок Зонненштайн (нем. Schloss Sonnenstein) — за́мок в городе Пирна, Германия, где располагалась психиатрическая больница, которая действовала с 1811 по 1945 годы. Во время Второй мировой войны больница функционировала как центр эвтаназии нацистской Германии в рамках программы «Т-4». Была закрыта после окончания войны и вновь открылась в 1970 году.

## История
Первое документальное упоминание о замке в этом месте относится к 1269 году. В 1293 году здесь стоял замок Чешской короны. В 1405 году замок перешёл во владение мейсенского маркграфства. Был существенно перестроен после 1460 года. В дальнейшем дополнялся новыми пристройками и зданиями.
В качестве психиатрической лечебницы действовал с 1811 года. В 1824—1828 годах в больнице лечился русский поэт Константин Батюшков. Его друг Пётр Вяземский посвятил пребыванию Батюшкова в лечебнице стихотворение «Зонненштейн». Среди пациентов больницы был Даниэль Пауль Шребер — немецкий судья, страдавший параноидной шизофренией, описавший свои ощущения в книге «Воспоминания невропатологического больного» (нем. Denkwürdigkeiten eines Nervenkranken).
С начала 1940 и до конца июня 1942 года часть замка была превращена в центр по уничтожению людей, газовая камера и крематорий которого находились в подвале здания, где ранее жили мужские санитары (дом № 16). За этот период времени по программе Sonderbehandlung (другое название Action 14f13) было убито около 15 000 человек. В штате центра работали 100 человек, некоторых из них пригласили сюда из лагерей смерти оккупированной Польши. В августе — сентябре 1942 года центр по уничтожению ликвидировали, а все компрометирующие элементы[прояснить] были уничтожены и демонтированы. С октября 1942 года здание замка использовалось в качестве военного госпиталя.
Летом 1947 года некоторые участники программы «Т-4» предстали в качестве обвиняемых на процессе Dresdner Ärzteprozess. Врач Пауль Ниче и два медбрата были приговорены к смертной казни.
В 1970 году замок стал местом для размещения людей с ограниченными возможностями. В 1991 году здесь появился реабилитационный центр для инвалидов. В 2011 году была завершена реконструкция зданий замка, проведённая компанией Bilfinger Berger AG.